# Izak Dahora
Isaac Caetano Montes (São Gonçalo, 24 de fevereiro de 1988) é um ator, professor, modelo, escritor e violinista brasileiro. É lembrado até hoje pelo papel do Saci Pererê no Sítio do Picapau Amarelo.

## Biografia
Começou no teatro aos 11 anos em 1999 na peça, Pasta de Dente Safári. Depois no ano seguinte, fez a peça dirigida por Lúcio Mauro Filho Escolacho Teen.
De 2003 a 2004, fez a peça Mogli, o Menino Lobo, depois fez outras peças como, Orfeu da Conceição, A Viagem de Zenão, Brincando de Orquestra, Sangue Ruim, Contra o Vento e entre outros.
Na TV sua primeira aparição ocorreu na novela Andando nas Nuvens. Depois fez Angel Mix, Porto dos Milagres, Brava Gente, Eterna Magia, Linha Direta Justiça, Toma Lá Dá Cá, Escrito nas Estrelas, O Astro, Sexo e as Negas, Êta Mundo Bom!, Os Dias Eram Assim, Éramos Seis e O Som e a Sílaba.
Seu papel de grande destaque, foi no papel de Saci Pererê nas seis temporadas do Sítio do Picapau Amarelo, onde até hoje, é lembrado por esse papel.

## Vida pessoal
Morou por 1 ano entre 2013 e 2014 em Jacarepaguá.
começou a dar aulas de violino na Academia Carioca de Música, na Taquara, onde trabalha até hoje. Desde março de 2014, o rapaz virou mestre em artes visuais, pela UERJ, e, agora, também pretende lecionar em universidades.

## Filmografia

### Televisão
| Ano     | Título                           | Personagem                     | Nota(s)                       |
| ------- | -------------------------------- | ------------------------------ | ----------------------------- |
| 1999    | Andando nas Nuvens               | Figuração                      |                               |
| 2000    | Angel Mix                        | Garoto saudável                |                               |
| 2001    | Porto dos Milagres               | Líder do bando de meninos      | Participação especial         |
| 2001–06 | Sítio do Picapau Amarelo         | Saci Pererê                    | Temporadas 1–6                |
| 2002    | Brava Gente                      | Joel                           | Episódio: "Anjo Não Chora"    |
| 2007    | Eterna Magia                     | Tadeu                          |                               |
| 2007    | Linha Direta Justiça             | Luiz Henrique da Silva (Gunga) | Episódio: "Mães de Acari"     |
| 2008    | Toma Lá Dá Cá                    | Saci                           | Episódio: "Sururu no Matagal" |
| 2008    | Os Mutantes: Caminhos do Coração | Catador de lixo                | Participação especial         |
| 2008    | Sabor e Gestão                   | Tom Cruise                     |                               |
| 2009    | Mutantes: Promessas de Amor      | Jorge                          | Participação especial         |
| 2009    | Natal de Luz da Xuxa             | Peru de Natal                  | Especial de fim de ano        |
| 2010    | Escrito nas Estrelas             | Alex de Almeida                |                               |
| 2010    | Nosso Querido Trapalhão          | Armando Praça                  | Especial de fim de ano        |
| 2011    | O Astro                          | Dimas dos Santos               |                               |
| 2012    | Cheias de Charme                 | Heraldo                        | Participação especial         |
| 2014    | Vitória                          | Sorriso                        | Episódios: "2–5 de junho"     |
| 2014    | Sexo e as Negas                  | Carbureto                      | Episódio: "Narciso Negro"     |
| 2016    | Êta Mundo Bom!                   | Jacinto                        | Episódios: "18–19 de janeiro" |
| 2017    | Os Dias Eram Assim               | Domingos Nunes                 |                               |
| 2019–20 | Éramos Seis                      | Sebastião Cardoso (Tião)       |                               |
| 2019–20 | Irmãos BraZuCa                   | Pai Rei                        |                               |
| 2020    | Falas Negras                     | Toussaint Louverture           | Especial da consciência negra |
| 2023    | O Hotel Silvestre de Ana Flor    | Pai de Ana Flor (voz)          | Voz original                  |
| 2024    | O Som e a Sílaba                 | Antônio Alves                  |                               |

### Cinema
| Ano  | Título                     | Personagem | Nota(s)        |
| ---- | -------------------------- | ---------- | -------------- |
| 2014 | Alemão                     | Pixixo     |                |
| 2014 | Trinta                     | Danilo     |                |
| 2016 | O Roubo da Taça            | Ladrão     |                |
| 2016 | Stage of Water             | Túlio      | Curta-metragem |
| 2017 | Pelé - A Origem            | Dondinho   | Documentário   |
| 2017 | Ninguém Entra, Ninguém Sai | Carlão     |                |
| 2017 | Fala Sério, Mãe!           | Porteiro   |                |
| 2019 | A Vida Invisível           | Nestor     |                |
| 2020 | De Perto Ela Não É Normal  | JP         |                |
| 2021 | Noites de Alface           | Augusto    |                |
| 2024 | Saudosa Maloca             | Mané       |                |
| 2024 | Grande Sertão              | Nefasto    |                |
| 2025 | Malês                      | Escravo    |                |

## Teatro
| Ano     | Título                                         | Personagem                    |
| ------- | ---------------------------------------------- | ----------------------------- |
| 1999    | Pasta de Dente Safári                          |                               |
| 2000    | Escolacho Teen                                 |                               |
| 2003–04 | Mogli, o Menino Lobo                           |                               |
| 2007    | Orfeu da Conceição                             | Orfeu                         |
| 2009    | A Viagem de Zenão                              |                               |
| 2009–12 | Brincando de Orquestra                         | João                          |
| 2011    | Sangue Ruim                                    | Patrice                       |
| 2012    | Pedro e o Lobo                                 | Narrador                      |
| 2013    | Pierrô                                         | Ele mesmo                     |
| 2013    | Lima Barreto, ao Terceiro Dia                  | Lalau Marques                 |
| 2014–15 | Lili, Uma História de Circo                    | Palhaço Macarrão / Câmera Man |
| 2015    | Contra o Vento                                 | Betinho                       |
| 2016    | A Menina do Dedo Torto                         | Vários personagens            |
| 2016    | Os Insones                                     | Humberto                      |
| 2018–19 | O Encontro - Malcolm X e Martin Luther King Jr | Malcolm X                     |
| 2021–23 | Chega de Saudade!                              | João Gilberto                 |
| 2022    | Renoir - A Beleza Permanece                    | Dereck Jameson                |
| 2023–25 | Viva o Povo Brasileiro                         | Violinista                    |